# Jean-Luc Brunin
Jean-Luc Brunin (* 14. Januar 1951 in Roubaix, Département Nord, Frankreich) ist Bischof von Le Havre.

## Leben
Jean-Luc Brunin empfing am 11. April 1981 die Priesterweihe.
Papst Johannes Paul II. ernannte ihn am 20. April 2000 zum Titularbischof von Usinaza und zum Weihbischof in Lille. Der Bischof von Lille, Erzbischof Gérard Defois, spendete ihm am 28. Mai desselben Jahres die Bischofsweihe; Mitkonsekratoren waren Jean Vilnet, emeritierter Bischof von Lille, und Jean-Paul Jaeger, Bischof von Arras. Als Wahlspruch wählte er Jusqu’à ce qu’Il vienne.
Am 6. Mai 2004 ernannte ihn Johannes Paul II. zum Bischof von Ajaccio. Papst Benedikt XVI. ernannte ihn am 24. Juni 2011 zum Bischof von Le Havre.